# مدادماهی قهوه‌ای

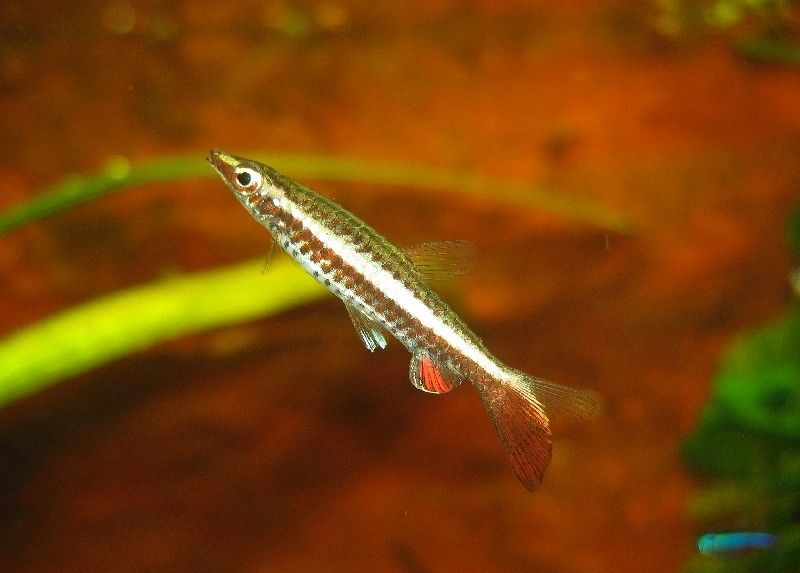

مدادماهی قهوه‌ای (به انگلیسی: Nannostomus eques)، (از یونانی: nanos = کوچک، و لاتین stomus = مربوط به دهان؛ از لاتین: eques = سوارکار)، که معمولاً به عنوان مدادماهی یا قلم‌ماهی چوب هاکی نیز شناخته می‌شود، گونه ای از ماهی‌های آب شیرین متعلق به تتراسانان و خانواده قلم‌ماهیان است. اولین بار در سال ۱۸۷۶ توسط فرانتس اشتینداچنر معرفی شد و آن را به عنوان یکی از اولین اعضای این جنس کشف و ثبت کرد. داشتن نوارهای افقی برجسته در این جنس ماهی کوچک و کشیده، بسیار متداول است. این جنس در آمریکای جنوبی پراکنش گسترده‌ای داشته و در برزیل، پرو، کلمبیاو گویان ثبت شده‌است. این جنس معمولاً در تجارت آکواریوم هم دیده می‌شود،